# 141 км (населений пункт)
141 км (рос. 141 км) — населений пункт (тип: залізнична платформа) у Тогучинському районі Новосибірської області Російської Федерації.
Входить до складу муніципального утворення Зарічна сільрада. Населення становить 16 осіб (2010).

## Історія
Згідно із законом від 2 червня 2004 року органом місцевого самоврядування є Зарічна сільрада.

## Населення
| 2002 | 2007 | 2010 |
| ---- | ---- | ---- |
| 14   | ↗17  | ↘16  |